# Transtorno de personalidade dependente
O Transtorno de Personalidade Dependente, anteriormente conhecido como transtorno de personalidade astênico (astenia é  fraqueza em latim) ou como personalidade passiva, é um transtorno de personalidade caracterizado por uma excessiva dependência de outros para tomar decisões, baixa auto-estima, medo patológico de ser abandonado(a), submissão passiva às vontades do outro e dificuldade em expressar as próprias vontades e necessidades.

## Características

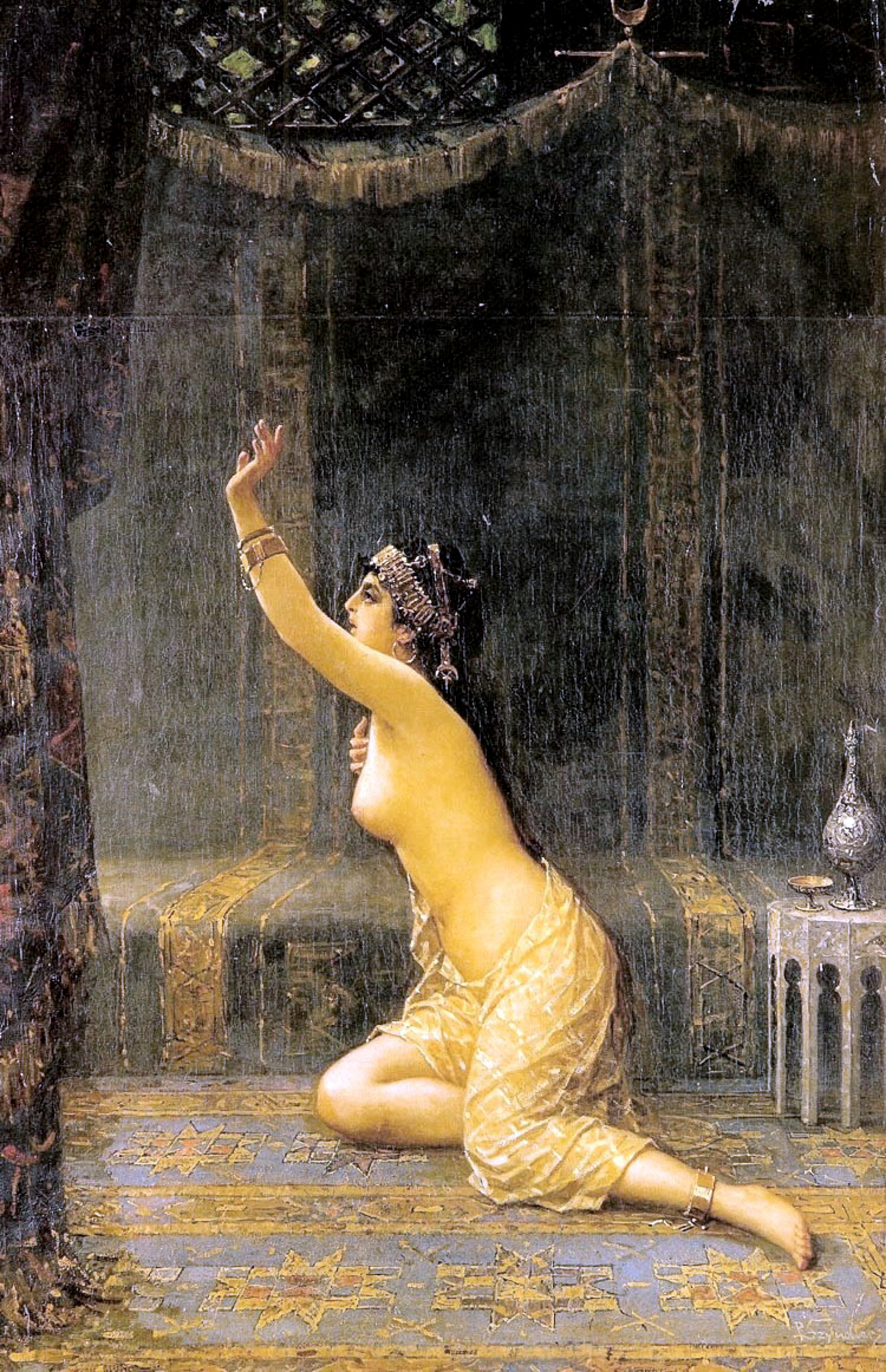
Indivíduos com TPD costumam se sentir incompetentes, frágeis e vulneráveis.

### Olhar sobre os outros
Indivíduos com TPD veem outras pessoas como sendo muito mais capazes de arcar com as responsabilidades da vida, para navegarem em um mundo complexo, e para lidarem com as competições da vida. Outras pessoas são poderosas, competentes e capazes de proporcionar uma sensação de segurança e apoio aos indivíduos com TPD. Indivíduos dependentes evitam situações que os obriguem a aceitar a responsabilidade para si; olham para os outros a assumir a liderança e apoio contínuo. Em pessoas com TPD, o julgamento dos outros é distorcido por sua inclinação para ver os outros como gostaria que fossem e não como eles são. Esses indivíduos estão fixados no passado. Eles mantêm as impressões da juventude; conservam idéias simples e pontos de vista infantis das pessoas para quem eles permanecem totalmente submissos. Indivíduos com grau de TPD forte, em particular, agem de uma forma idealizada, pois acreditam que vai dar tudo certo, desde que a figura forte esteja acessível.

### Auto-imagem
Indivíduos com TPD se vêem como insuficientes e/ou impotentes, pois eles acreditam que eles estão em um mundo frio e perigoso e são incapazes de lidar por conta própria. Eles se definem como ineptos e abdicam da responsabilidade própria; giram sobre o seu destino para os outros. Esses indivíduos se recusam a serem ambiciosos e acreditarem que falta habilidades, virtudes e atrativos. A solução para impotência em um mundo assustador é encontrar pessoas capazes que serão carinho e apoio em relação aqueles com TPD. Nas relações de proteção, os indivíduos com TPD serão modestos, obsequiosos, agradáveis, afáveis e insinuantes. Eles vão negar a sua individualidade e subordinar seus desejos de outras pessoas significativas. Eles internalizam as crenças e valores de outros significativos. Eles se imaginam com um ou uma parte de algo mais poderoso e imaginam-se ao apoiarem-se os outros. Ao se verem protegidos pelo poder dos outros, eles não têm iniciativa para sentir a ansiedade ligados à sua própria incapacidade e impotência. No entanto, para estar confortáveis consigo mesmos e com seu desamparo desordenado, os indivíduos com TPD devem negar os sentimentos que experimentam e as estratégias enganadoras que empregam. Eles limitam a sua consciência de si mesmos e dos outros. Sua percepção limitada permite que eles sejam ingênuos e acríticos. A tolerância limitada para os sentimentos negativos, percepções ou interação resulta na inépcia interpessoal e logística que já acredita ser verdade sobre si mesmo. A sua estrutura defensiva reforça e realmente resulta na verificação da auto-imagem que já possuem. Se tornam pessoas muitas vezes submissas a outras e acabam sendo usadas como marionetes

### Relacionamentos

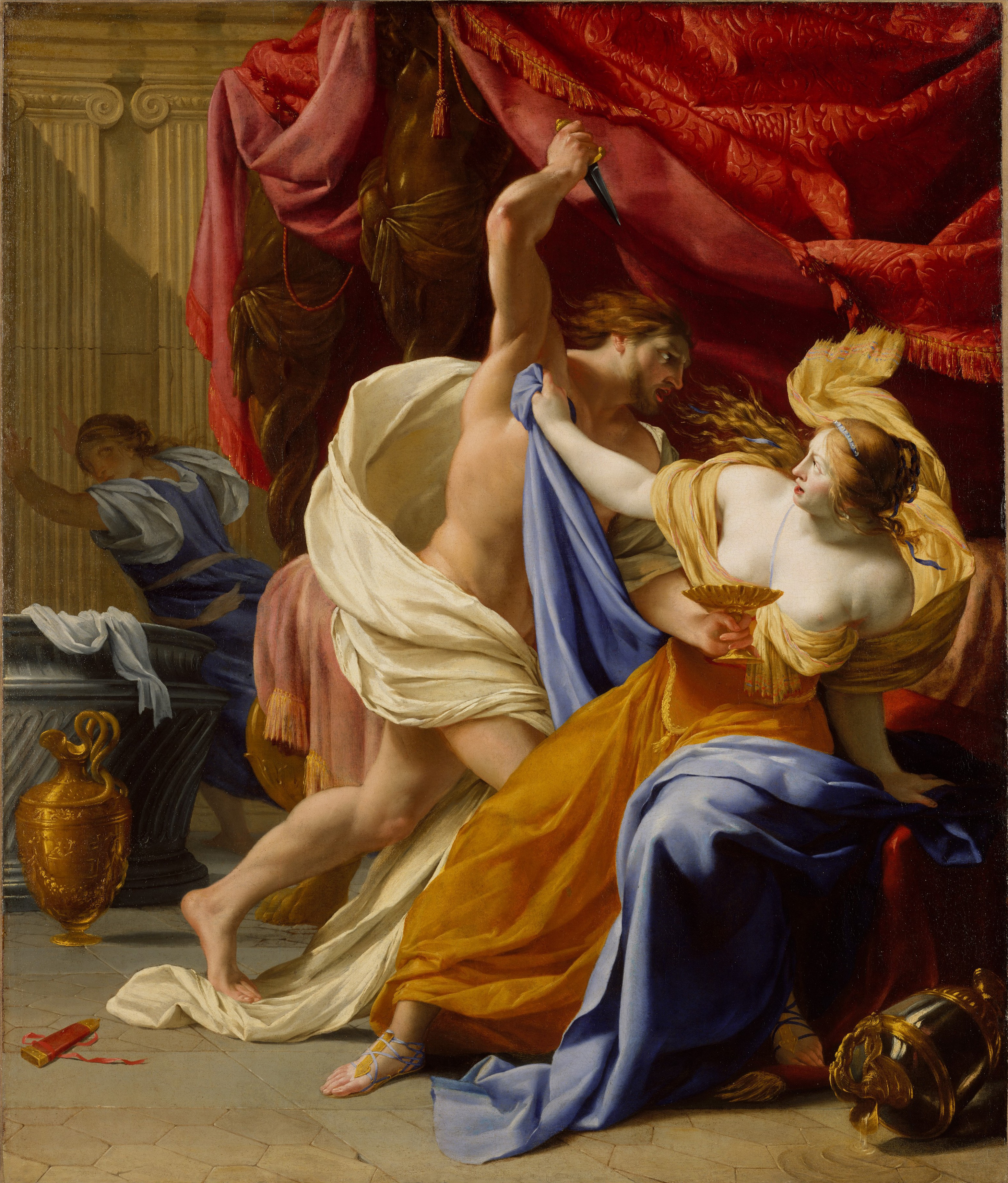
A situação de dependência e submissão passiva torna o indivíduo com TPD vulnerável a violência e abusos.

Indivíduos com TPD veem os relacionamentos com outras pessoas significativas na medida do necessário para a sobrevivência. Eles não se definem como capaz de funcionar de forma independente, pois eles têm que estar em relações de apoio para poder administrar suas vidas. A fim de estabelecer e manter estes relacionamentos para manter a vida, as pessoas com TPD vão evitar até mesmo as expressões de raiva encoberta. Eles serão mais mansos e dóceis, eles serão admiráveis, amáveis, e dispostos a dar tudo de si. Eles serão leais, inquestionáveis, e carinhosos. Eles terão curso e atenção para com aqueles sobre os quais elas dependem. Indivíduos dependentes desempenham do papel inferior para o superior aos outros muito bem; eles se comunicam com o povo dominante em suas vidas e os definem como úteis, simpáticos, fortes e competentes. Com estes métodos, os indivíduos com TPD são capazes de se dar bem com pessoas imprevisíveis ou isoladas. Por mais que isso seja possível, os indivíduos com TPD abordarão tanto as próprias falhas e as falhas dos outros e deficiências com uma atitude sacarina e tolerância indulgente. Eles vão se envolver em uma minimização piegas, negação, ou a distorção dos seus próprios erros e os dos outros, que por sua vez desencadeiam sentimentos negativos, autodestrutivos, ou comportamentos destrutivos para sustentar uma idealização e, por vezes ficção, a história das relações dos quais eles dependem. Eles vão negar a sua individualidade, suas diferenças, e pedir para pouco mais do que aceitação e apoio.
Não somente os indivíduos com TPD são subordinados às suas necessidades com as dos outros, eles vão cumprir exigências exageradas e submeterem-se ao abuso e intimidação para evitar o isolamento e abandono. Indivíduos dependentes de modo geral sentem muito medo de serem incapazes de funcionar sozinhos, que eles vão concordar com coisas que acreditam ser errado do que arriscar perder a ajuda de pessoas sobre as quais elas dependem. Eles vão voluntários para tarefas desagradáveis, se isso levar-lhes a atenção e apoio que precisam. Eles farão extraordinários auto-sacrifícios para manter vínculos importantes.
É importante observar que os indivíduos com TPD, apesar da intensidade de sua necessidade para outros, não necessariamente unem-se fortemente a indivíduos específicos, ou seja, eles se tornarão rapidamente e de forma indiscriminada ligados a outros, quando eles perderem um relacionamento significativo. É a força da dependência pelas necessidades que está a ser tratada; figuras de apego são basicamente permutáveis. Sua ligação com os outros é uma auto-referência e, às vezes, processo desordenado de assegurar a proteção de outras pessoas mais potentes disponíveis, dispostas a prestar apoio e cuidado. Tanto personalidade dependente quanto com transtorno de personalidade histriônica são distintos de outros transtornos de personalidade pela sua necessidade de aprovação social e carinho e por sua vontade de viver de acordo com os desejos dos outros. Ambos os portadores destes transtornos se sentem paralisados quando estão sozinhos e precisam de garantia constante de que eles não serão abandonados. A diferença está no fato de que os indivíduos com TPD são indivíduos passivos que dependem dos outros para guiarem suas vidas, enquanto pessoas com personalidade histriônica são indivíduos ativos que tomam a iniciativa de organizar e modificar as circunstâncias de suas vidas, tendo a vontade e a capacidade de cuidar de suas vidas e de fazer exigências aos outros ativos.

## Causas
Não há estudos de genética ou de características biológicas para os pacientes de TPD, e tampouco têm sido realizados. A causa central para a sua constelação psicodinâmica é uma forma insegura de ligação com os outros, que podem ser o resultado do apego ao comportamento parental.

## Sinais e sintomas
Por causa das suas grandes necessidades de aprovação, pessoas que são portadoras de TPD tentam agradar sempre aos outros. Elas podem tornar-se frustradas porque sentem-se forçadas a fazer coisas que não querem ou porque sentem que não podem expressar seus sentimentos.
As perguntas a seguir avaliam indivíduos com predisposição para TPD:
- Algumas pessoas gostam de tomar decisões. Outros preferem ter alguém que confia para orientá-los. Qual você prefere?
- Você procura o conselho para as decisões cotidianas? (As decisões que você toma entendida pelo praticante?)
- Você encontra-se em situações em que outras pessoas fizeram decisões sobre as áreas importantes de sua vida, por exemplo, o trabalho que tomar? Que sintomas você tem que eles não entendem?
- É difícil para você expressar uma opinião diferente com alguém que está perto? O que você acha que aconteceria se você fizesse isso?
- Você costuma fingir que concorda com os outros, mesmo que não o faça? Por quê? Poderia trazer-lhe problemas se você discordasse?
- Você muitas vezes precisa de ajuda para começar um projeto?
- Você já se voluntariou para fazer coisas desagradáveis para os outros para que eles pudessem cuidar de você quando você precisasse deles?
- Você está desconfortável ao estar sozinho? Você tem medo de que não seja capaz de cuidar de si mesmo?
- Você descobriu que está desesperado para entrar em outro relacionamento logo quando termina um relacionamento próximo? Mesmo que o novo relacionamento possa não ser a melhor pessoa para você?
- Você se preocupa com as pessoas sobre o importante em sua vida, esquecendo de si mesmo?

## Diagnóstico

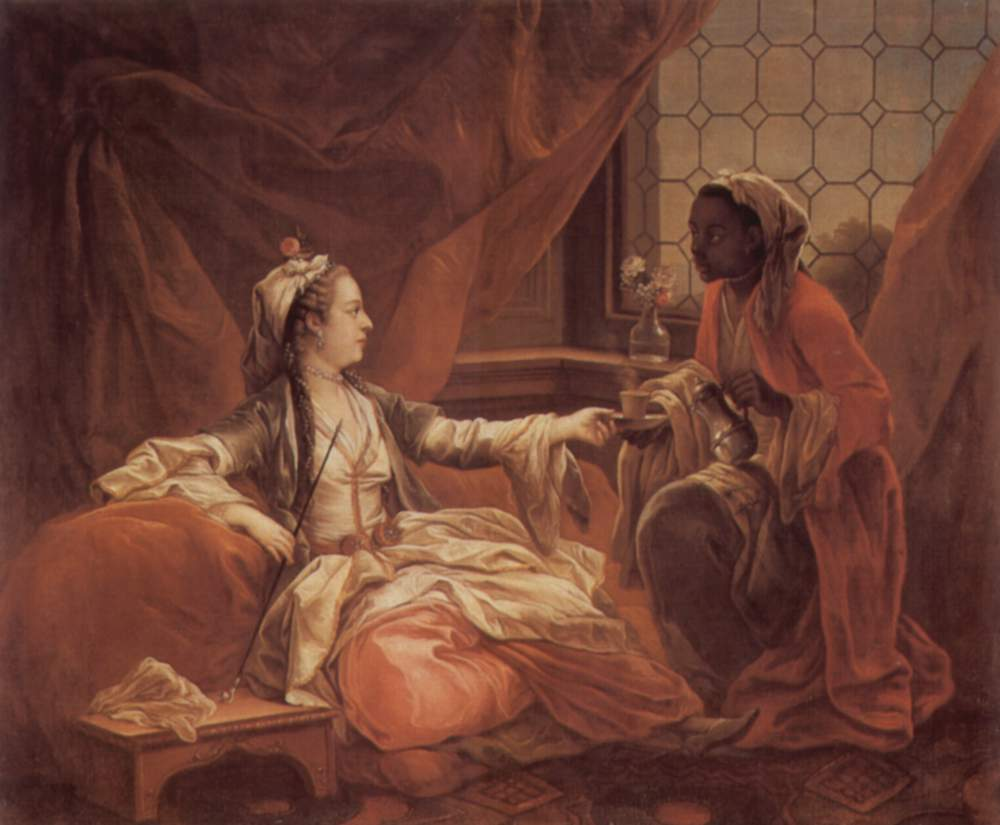
Geralmente outras pessoas também são dependentes do indivíduo com TPD e se opõe ao seu tratamento.

O Manual Diagnóstico e Estatístico de Transtornos Mentais quarta edição, DSM-IV-TR, um manual amplamente utilizado para diagnóstico de distúrbios mentais, define o diagnóstico de transtorno de personalidade dependente caso sejam identificadas cinco ou mais das seguintes características:
- Tem dificuldade em tomar decisões todos os dias sem uma quantidade excessiva de conselhos e reasseguramento de outras pessoas
- Outras necessidades para assumir a responsabilidade pelas principais áreas de sua vida
- Tem dificuldade em expressar discordância de outros por causa do medo da perda de apoio ou aprovação. Nota: não incluir temores realistas de retribuição.
- Dificuldade em iniciar projetos ou fazer coisas em seu próprio projeto (devido à falta de autoconfiança em seu julgamento ou capacidades, não por falta de motivação ou energia)
- Vai a extremos para obter carinho e apoio dos outros, a ponto de voluntariar-se para fazer coisas que são desagradáveis
- Sente desconforto ou desamparo quando sozinho por causa de temores exagerados de ser incapaz de cuidar de si mesmo
- Busca urgentemente um novo relacionamento como fonte de cuidado e apoio, quando termina uma relação estreita
- É irrealisticamente preocupado com temores de ser abandonado para cuidar de si mesmo

É uma exigência do DSM-IV, que o diagnóstico de um transtorno específico de personalidade também satisfaz um conjunto de critérios gerais transtorno de personalidade.

## Diagnóstico diferencial
As seguintes condições frequentemente estão associadas (em comorbidade) com transtorno de personalidade dependente: 
- Transtornos do humor
- Transtornos de ansiedade
- Transtorno de adaptação
- Transtorno de personalidade limítrofe
- Transtorno de personalidade esquiva
- Transtorno de personalidade histriônica

## Medicamentos

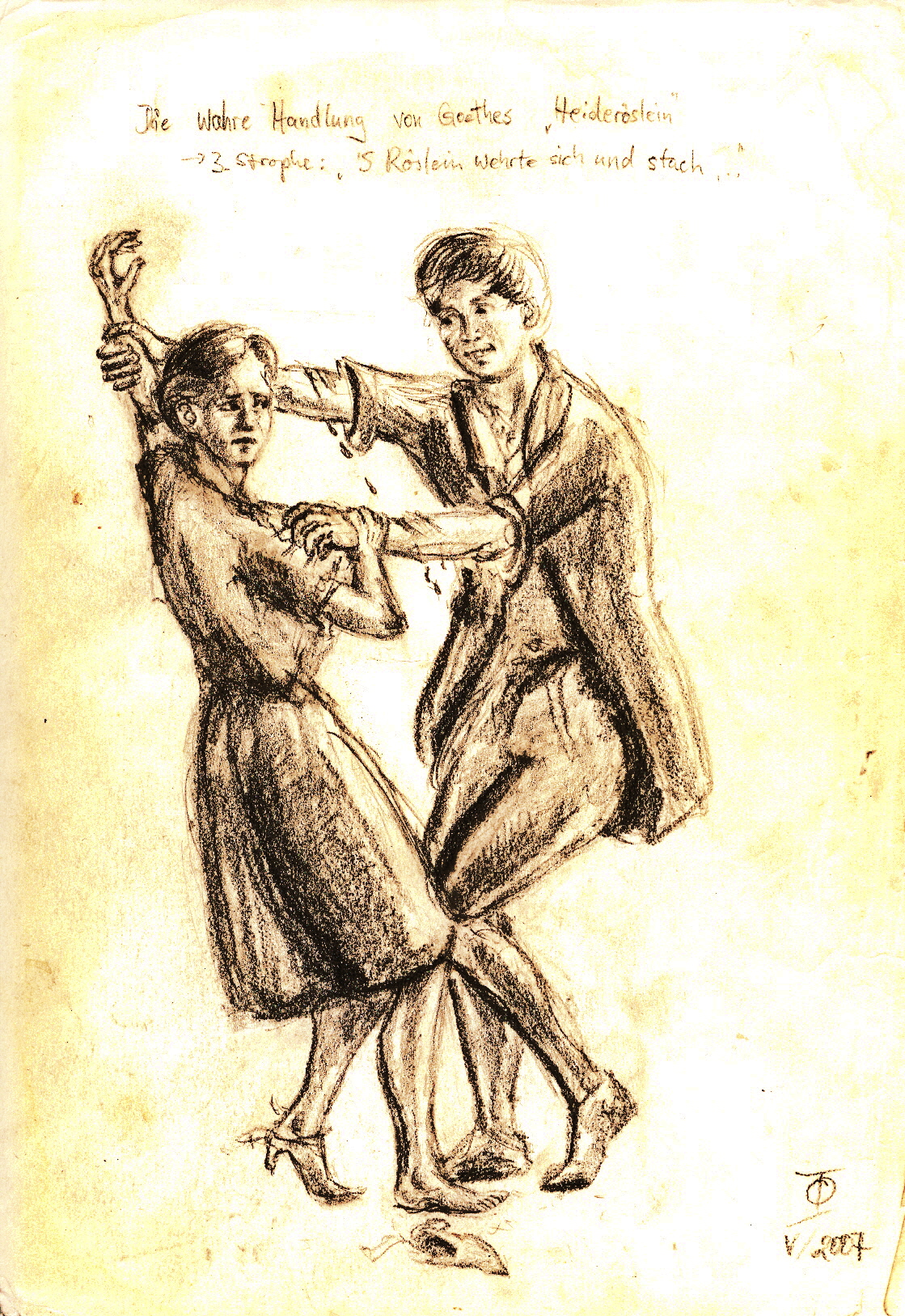
O foco da psicoterapia está em desenvolver autonomia e assertividade para se defender de abusos.

Há pouca evidência para sugerir que o uso de medicamentos resultará em benefícios de longo prazo no funcionamento da personalidade dos indivíduos com TPD. Remédios não demonstram ser eficientes, sendo assim o tratamento baseia-se em psicoterapias. Pode-se medicar sintomas-alvo, sendo um sintomas alvo de particular importância a disforia - marcado por baixa energia, cansaço de chumbo, e depressão. A disforia também pode ser associado a um desejo por chocolate e de estimulantes, como cocaína. O TPD é um dos transtornos de personalidade mais vulneráveis a disforia e alguns indivíduos com TPD respondem bem à antidepressivos.
Pessoas com TPD são propensas à ansiedade e transtornos depressivos. Alguns indivíduos podem responder bem a benzodiazepínicos em crises de ansiedade e insônia. No entanto, os clientes com TPD são susceptíveis ao abuso de ansiolíticos (remédios para ansiedade) então sua utilização deve ser limitada e monitorada com cautela.
Infelizmente, indivíduos com TPD tendem a ser clientes atraentes. Eles não estão dispostos a serem exigentes e provocativos. Pode ser exatamente por isso que eles recebem benzodiazepínicos por psiquiatras que podem sentir tanto como benevolentes quanto protetores. Sua inclinação para o uso de negação e fuga para gerenciar sua vida faz com que o uso de sedativos hipnóticos familiar lhes sejam agradável. A dependência medicamentosa é uma preocupação séria.

### Psicoterapia
Durante a psicoterapia, investiga-se as causas do medo de ficar sozinho e ensinar assertividade e outras habilidade sociais e ocupacionais úteis. Não é necessário contrariar a personalidade e natureza do indivíduo. Seus comportamentos e principais virtudes são estimulados de uma forma mais saudável, dentre eles a:
- Capacidade de assumir compromissos;
- Prazer na intimidade;
- Habilidades de trabalhar em equipe, sem necessidade de competir com o líder;
- Disposição para buscar as opiniões e conselhos dos outros;
- Capacidade de promover a harmonia nas relações com outros;
- Consideração pelos outros; e,
- Vontade de se auto-corrigir em resposta às críticas.

Mas é importante estimular a pessoa a expressar melhor sua opinião, desejos e necessidades de modo assertivo e estimular o comportamento de pedir ajuda para evitar que ela sofra violência e abusos.